# نادی‌ویکه
نادْیْ‌ویکه (به مجاری:  Nagyvejke) یک شهرداری در مجارستان است که در ناحیه بونیهاد واقع شده‌است. نادی‌ویکه ۷٫۷۷ کیلومتر مربع مساحت و ۱۹۷ نفر جمعیت دارد.